# ブラッドリー・ピアース
ブラッドリー・ピアース（Bradley Pierce, 1982年10月23日 - ）はアメリカ合衆国の俳優・声優。

## 出演作品

### テレビシリーズ
- 『ロザンヌ』（ゲストスター）
- 『コーキーとともに』（ゲストスター）
- 『ハーマンズヘッド』（ゲストスター）
- 『あなたにムチュー』（ゲストスター）
- 『新スーパーマン』（ゲストスター）

### テレビアニメ
- 『リトル・マーメイド』 - フランダー
- 『ソニック・ザ・ヘッジホッグ』 - マイルス "テイルス" パウアー
- 『キッパー』 - ハロルド

### アニメ映画
- 『美女と野獣』 - チップ
- 『ピーター・パン2 ネバーランドの秘密』 - ニブス

### 映画
- 『チャーリー』 - シドニー・チャップリンの幼年時代
- 『マンズ・ベスト・フレンド』 - チェット
- 『クライズ・フロム・ザ・ハート』 - マイケル
- 『ジュマンジ』 - ピーター・シェパード
- 『ボロワーズ/床下の小さな住人たち』 - ピート・レンダー
- 『ドゥーム・ランナーズ』 - アダム
- 『ダウン・トゥー・ユー』 - リッキー・ジェームズ